# África do Sul nos Jogos Olímpicos de Verão de 1920
A África do Sul nos Jogos Olímpicos de Verão de 1920, em Antuérpia, na Bélgica competiu representada por 39 atletas, sendo trinta e oito homens e uma mulher, que disputaram provas de 34 modalidades esportivas de sete esportes diferentes, conquistando um total de 10 medalhas, sendo 3 de ouro, 4 de prata e outras três de bronze. A África do Sul terminou assim, na 11ª colocação no quadro geral de medalhas da competição.

## Medalhistas

### Ouro
- Bevil Rudd — Atletismo, 400m rasos masculinos;
- Clarence Walker — Boxe;
- Louis Raymond — Tênis, Torneio de simples masculino;

### Prata
- Henry Dafel, Clarence Oldfield, Jack Oosterlaak e Bevil Rudd — Atletismo, Revezamento masculino 4x400m;
- Henry Kaltenbrun — Ciclismo;
- William Smith e James Walker — Ciclismo;
- David Smith, Robert Bodley, Ferdinand Buchanan, George Harvey e Frederick Morgan — Tiro;

### Bronze
- Bevil Rudd — Atletismo, 800m rasos masculino
- James Walker, William Smith, Henry Kaltenbrun e Harry Goosen — Ciclismo
- Charles Winslow — Tênis;